# Hyperolius marginatus
Hyperolius marginatus es una especie de anfibios de la familia Hyperoliidae.
Habita en República Democrática del Congo, Malaui, Mozambique, Tanzania, Zambia, Zimbabue y, posiblemente Botsuana, Burundi y Ruanda.
Su hábitat natural incluye bosques tropicales o subtropicales secos y a baja altitud, sabanas secas, sabanas húmedas, zonas secas de arbustos, zonas de arbustos tropicales o subtropicales secos, praderas secas a baja altitud, praderas húmedas o inundadas en alguna estación, praderas tropicales o subtropicales a gran altitud, ríos, pantanos, lagos de agua dulce, lagos temporales de agua dulce, marismas de agua dulce, corrientes intermitentes de agua dulce, tierra arable, pastos, jardines rurales, áreas urbanas, áreas de almacenamiento de agua, estanques, zonas de regadío, tierras de agricultura parcial o temporalmente inundadas y canales y diques.